# Kentaver
Kentáver (grško Κένταυροι: Kéntauroi) je v grški mitologiji bajeslovno bitje, ki je pol človek, pol konj (ima konjski trup, ter človeški torzo in glavo).